# Martin G. Cohn
Pour les articles homonymes, voir Cohn.
Martin G. Cohn, de son vrai nom Martin Goodman Cohn, est un monteur et un producteur américain né le 5 mai 1893 à New York (État de New York) et mort le 19 novembre 1953 à Hollywood (Californie).

## Biographie
Martin Goodman Cohn naît à New York, de parents immigrants juifs. Il commence à travailler comme monteur de films au début des années 1910, bien que, comme la plupart des monteurs de l'époque, son nom ne soit pas crédité à l'écran. La famille finit par déménager de New York à Los Angeles, où il poursuit sa carrière. Dans les années 1930, il commence à travailler comme producteur, bien que le montage semble rester son activité principale. À cette époque, on lui attribue le mérite d'avoir été le précurseur d'une technique permettant aux projectionnistes de projeter un film sans s'arrêter pour changer de bobine.
En 1937, il est membre fondateur de la Society of Motion Picture Film Editors (précurseur de la Motion Picture Editors Guild (en)). 
C'est le père du producteur Quinn Martin.

## Filmographie (sélection)
- 1929 : The Lost Zeppelin d'Edward Sloman
- 1931 : Justiciers du Texas (Alias the Bad Man) de Phil Rosen
- 1931 : Le Défilé du Diable (Two Gun Man) de Phil Rosen
- 1935 : Taro le païen (Last of the Pagans) de Richard Thorpe
- 1936 : Un poing… c'est tout ! (Born to Fight) de Charles Hutchison
- 1942 : One Thrilling Night de William Beaudine
- 1943 : The Unknown Guest de Kurt Neumann
- 1944 : Étrange Mariage (When Strangers Marry) de William Castle